# 슬로 진

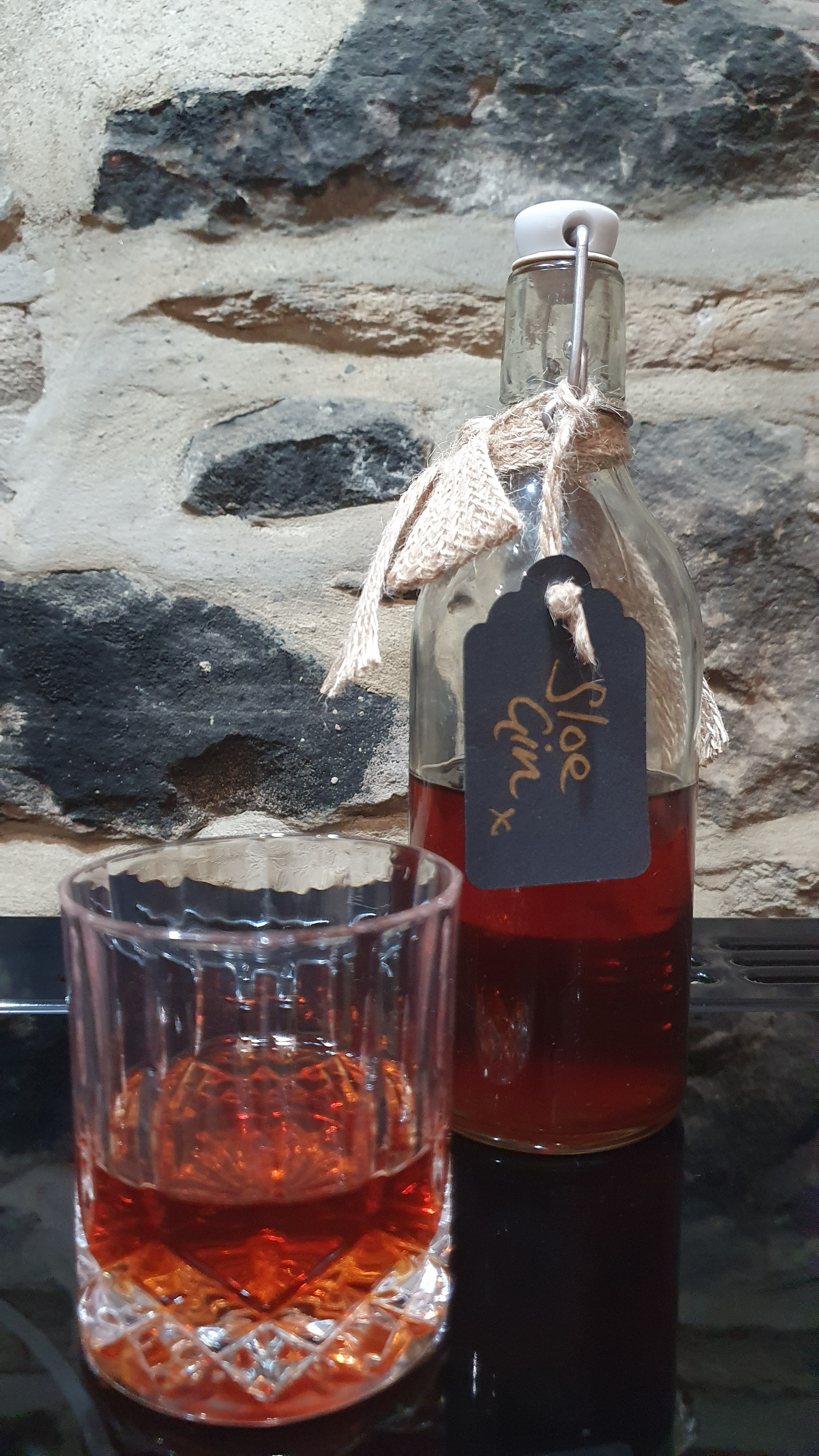
가정에서 만든 슬로 진

슬로 진(Sloe gin)은 진과 슬로를 섞어 만든 영국식 레드 리큐어이다. 슬로는 자두의 친척인 자두나무(Prunus spinosa)의 열매(핵과)이다. 슬로 진의 알코올 함량은 부피 기준으로 15~30%이다. 그러나 유럽 연합은 슬로 진에 이름을 붙이기 위해 최소 25% ABV를 설정했다. 슬로 진은 엄밀히 말하면 진 기반 리큐어이지만 EU 증류주 음료 규정 작성 당시의 역사적 보급으로 인해 구어체 이름인 '슬로 진'이 법적 정의에 포함되었으며 따라서 리큐어 접미사 없이 합법적으로 진이라고 부를 수 있다. 슬로 진을 만드는 전통적인 방법은 진에 슬로를 담그는 것이다. 대부분의 레시피에는 설탕을 추가해야 하지만 필수는 아니다. 과일이 알코올에 남아 숙성되면 음료가 단맛을 낸다. 설탕을 첨가하면 실제로 삼투압 감소로 인해 과일에서 증류주로 풍미 화합물이 통과하는 것을 억제할 가능성이 있다. 슬로 진은 너무 달다는 비판이 일반적이다.
일부 제조업체는 여전히 전통적인 방법을 사용하지만 오늘날 많은 상업용 슬로 진은 덜 비싼 중성 곡물 증류주를 향미하여 만들어진다.

## 같이 보기
- 블랙손